# غات
غات (به عربی: غات) یک شهر در لیبی است که در فزان واقع شده‌است.

## خصوصیات
غات ۲۲٬۰۰۰ نفر جمعیت دارد و ۶۶۸ متر بالاتر از سطح دریا واقع شده‌است.

## اقلیم
| داده‌های اقلیم غات       | داده‌های اقلیم غات | داده‌های اقلیم غات | داده‌های اقلیم غات | داده‌های اقلیم غات | داده‌های اقلیم غات | داده‌های اقلیم غات | داده‌های اقلیم غات | داده‌های اقلیم غات | داده‌های اقلیم غات | داده‌های اقلیم غات | داده‌های اقلیم غات | داده‌های اقلیم غات | داده‌های اقلیم غات |
| ماه                     | ژانویه            | فوریه             | مارس              | آوریل             | مه                | ژوئن              | ژوئیه             | اوت               | سپتامبر           | اکتبر             | نوامبر            | دسامبر            | سال               |
| ----------------------- | ----------------- | ----------------- | ----------------- | ----------------- | ----------------- | ----------------- | ----------------- | ----------------- | ----------------- | ----------------- | ----------------- | ----------------- | ----------------- |
| میانگین بیش‌ترین °C (°F) | ۲۰٫۴ (۶۹)         | ۲۵٫۱ (۷۷)         | ۲۸٫۹ (۸۴)         | ۳۴٫۴ (۹۴)         | ۳۸٫۸ (۱۰۲)        | ۴۱٫۲ (۱۰۶)        | ۴۱٫۸ (۱۰۷)        | ۴۰٫۹ (۱۰۶)        | ۳۹٫۶ (۱۰۳)        | ۳۴٫۷ (۹۴)         | ۲۹٫۵ (۸۵)         | ۲۳٫۵ (۷۴)         | ۳۳٫۲۳ (۹۱٫۸)      |
| میانگین روزانه °C (°F)  | ۱۳٫۶ (۵۶)         | ۱۷٫۱ (۶۳)         | ۲۱٫۴ (۷۱)         | ۲۶٫۷ (۸۰)         | ۳۱٫۰ (۸۸)         | ۳۳٫۹ (۹۳)         | ۳۳٫۹ (۹۳)         | ۳۳٫۳ (۹۲)         | ۳۱٫۶ (۸۹)         | ۲۶٫۹ (۸۰)         | ۲۱٫۷ (۷۱)         | ۱۵٫۳ (۶۰)         | ۲۵٫۳ (۷۸)         |
| میانگین کم‌ترین °C (°F)  | ۶٫۸ (۴۴)          | ۹٫۱ (۴۸)          | ۱۳٫۸ (۵۷)         | ۱۸٫۹ (۶۶)         | ۲۳٫۲ (۷۴)         | ۲۶٫۶ (۸۰)         | ۲۶٫۴ (۸۰)         | ۲۵٫۹ (۷۹)         | ۲۳٫۷ (۷۵)         | ۱۹٫۲ (۶۷)         | ۱۳٫۹ (۵۷)         | ۸٫۹ (۴۸)          | ۱۸٫۰۳ (۶۴٫۶)      |
| بارندگی میلی‌متر (اینچ)  | ۰ (۰)             | ۱ (۰٫۰۴)          | ۲ (۰٫۰۸)          | ۰ (۰)             | ۱ (۰٫۰۴)          | ۱ (۰٫۰۴)          | ۰ (۰)             | ۰ (۰)             | ۰ (۰)             | ۱ (۰٫۰۴)          | ۱ (۰٫۰۴)          | ۱ (۰٫۰۴)          | ۸ (۰٫۳۲)          |
| منبع: Climatedata.org   |                   |                   |                   |                   |                   |                   |                   |                   |                   |                   |                   |                   |                   |